# Thomas Berjon
Thomas Berjon (Francia, 12 de abril de 1998) es un jugador profesional francés de rugby que se desempeña en la posición de medio scrum en Stade Rochelais, equipo perteneciente a la liga Top 14.

## Carrera
Berjon es un jugador de formación francesa (JIFF). En 2010 comenzó su carrera deportiva con el equipo Stade Rochelais, donde lleva jugando catorce temporadas.